# Carlos Bueno
Carlos Bueno (Artigas, 10 mei 1980) is een Uruguayaanse voetballer uitkomend voor de Mexicaanse club Querétaro FC. Voor het Uruguayaanse voetbalelftal speelde hij eenentwintig wedstrijden waarin hij veertien keer scoorde.
Op 24 maart 2007 maakte Bueno zijn rentree bij Uruguay na aan absentie van twee jaar en tweehonderd dagen. Dat was zijn vijftiende interland voor zijn Zuid-Amerikaanse vaderland. Zijn laatste wedstrijd was tegen Ecuador op 5 september 2004, toen hij het winnende doelpunt voor zijn rekening nam. Zijn afwezigheid in de nationale ploeg was een gevolg van een conflict tussen zijn zaakwaarnemer en zijn voormalige club Peñarol, die ook zijn collega-internationals Cristian Rodríguez en Joe Bizera trof.

## Erelijst
Peñarol
- Uruguayaans landskampioen

1999, 2003
 Paris Saint-Germain
- Coupe de France

2006
 Sporting Lissabon
- Taça de Portugal

2007
 Real Sociedad
- Segunda División

2010